# 仲村芳信
仲村芳信（なかむら ほうしん、1940年 - ）は、日本の言語学者。沖縄大学名誉教授。
琉球独立運動支持者であり、琉球独立実践ネットワークを運営している。

## 経歴
沖縄県中城村字南上原生まれ。
1966年　ハワイ大学卒業。1979年　ニュージャージー州シートンホール大学院修了。
1981年～2005年　沖縄大学法経学部に所属。2005年～現在　JICAの講師（非常勤）。
2010年～2012年　オキナワインターナショナルスクール校長。2013年～現在　オキナワインターナショナルスクール及びNPO法人語学センター非常勤講師。
2019年　琉球独立実践ネットワーク主催で、講演会『琉球独立と国際連合』という講演会を開催した。

## 人物
- チュチェ思想研究訪朝団（６人）団長の高良有政と副団長の仲村芳信が2009年2月12日から3月4日まで21日間にわたって訪朝している。
- 2018年7月、琉球独立実践ネットワークとハワイ王国独立運動に参加するロバート・カジワラ、仲村芳信の共催で沖縄国際大学でシンポジウム開催。ロバート・カジワラは「琉球とハワイは国王や国民の同意なく武力で日本、米国に併合された歴史を持ち、似ている。米軍基地への抵抗や平和運動で互いに助け合えるはずだ」と語った[4]。
- 2019年1月13日に開催されたチュチェ思想新春セミナーにて挨拶[5]。
- 2019年3月12日、スイスのジュネーブで開かれた国連人権理事会の関連会合で、沖縄の自己決定権が日米両政府に奪われたまま名護市辺野古への新基地建設が強行されていると主張[6]。
- 2019年5月19日、沖縄の国連人権理事会活動報告会にて活動内容を報告[7]。
- 2019年9月1日、沖縄の琉球独立実践ネットワークにて「国連人権理事会における報告会と学習会」を報告[8]。
- 2019年 ロバート・カジワラと対談。「沖縄はなぜ独立するべきか」を公開。[9]

## 発言
2021年4月30日には中国の国営国際メディアCGTNのインタビューに答え、「自己決定権、人権、自由、民主主義は、外国人によって先住民から奪われた。」「日本の指導者は、中国の隋や唐の時代にそうであったように、自分よりも強い国に従順に従う習慣がある。日本は、現在日本よりも強いとされているアメリカとの戦争に敗れ従っている。」と述べた。
ロバート・カジワラの著書『OCCUPIED OKINAWA』では以下のように語っている。
```
アメリカはかつてイギリスの植民地だったので、アメリカ人は琉球人の現在の状況を知るべきだ。 米国には権力があり、正義を破壊するのではなく、正義を支援するためにその力を活用すべきである。
抑圧されている琉球人を支援している善良なアメリカ人はたくさんいる。 これは、米国国民と指導者にとって、苦しむ琉球人の異常な状態を正常化する絶好の機会だ。
```

## 主な著作
- 日本語会話本 (りゅうぎん国際化振興財団 1990.8)
- 日本語会話本 : 英語版 (りゅうぎん国際化振興財団 1992.8)